# Onthophagus mulgravei
Onthophagus mulgravei é uma espécie de inseto do género Onthophagus, família Scarabaeidae, ordem Coleoptera.

## História
Foi descrita cientificamente por Paulian em 1937.